# 曼基略斯
曼基略斯，是西班牙卡斯蒂利亚-莱昂帕伦西亚省的一个市镇。 总面积13平方公里，总人口67人（2001年），人口密度5人/平方公里。